# Denver Broncos 1960
La stagione 1960 dei Denver Broncos è stata la prima della storia della franchigia nell'American Football League. Guidati dal capo-allenatore Frank Filchock, i Broncos terminarono con 4 vittorie, 9 sconfitte e un pareggio, chiudendo all'ultimo posto della Western Division.

## Roster

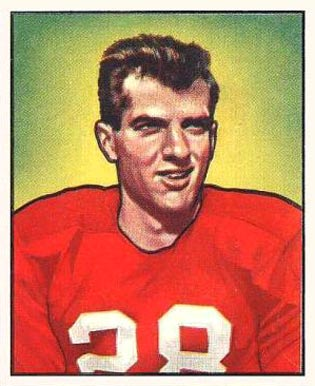
Frank Tripucka fu il primo quarterback titolare della storia dei Broncos

| Roster dei Denver Broncos nel 1960 |
| --- |
| Quarterback - 18 Frank Tripucka Running Back - 24 Don Allen FB - 20 Henry Bell HB - 36 J.W. Brodnax FB - 40 Al Carmichael HB - 21 Gene Mingo HB/K - 35 Dave Rolle FB Wide Receiver - 41 Bob McNamara Tight End - 85 Jim Greer - 81 Bill Jessup Offensive Linemen - 60 Ken Adamson - 54 Frank Kuchta Defensive Linemen Linebacker - 62 Buddy Alliston Defensive Back - 43 Frank Bernardi Special Team |
| Legenda - I rookie sono in corsivo. - Il primo ruolo è il principale mentre gli eventuali successivi indicano i ruoli secondari. - (IR) sta per Injured Reserve ed indica la lista ristretta per un solo giocatore infortunato che può tornare ad allenarsi dopo la settimana 6 e a rientrare in prima squadra dopo che questa ha giocato 8 partite. - (NF-Inj.) / (NF-Ill.) stanno rispettivamente per Non-Football Injured e Non-Football Illness ed indicano le liste dove viene inserito un giocatore che ha un infortunio o una malattia non dipendente dal football americano. - (PUP) sta per Physically Unable to Perform ed indica la lista dove viene inserito un giocatore mentre è in attesa di recuperare la condizione fisica. Nella stagione regolare dopo la sesta partita giocata dalla propria squadra, il giocatore ha tempo tre settimane per riprendere ad allenarsi, più tre settimane aggiuntive dal suo rientro agli allenamenti per rientrare in prima squadra. |

## Calendario
| Stagione regolare |                         |           |                               |        |
| Turno             | Avversario              | Risultato | Stadio                        | Record |
| 1                 | at Boston Patriots      | V 13–10   | Nickerson Field               | 1–0    |
| 2                 | at Buffalo Bills        | V 27–21   | War Memorial Stadium          | 2–0    |
| 3                 | at New York Titans      | S 24–28   | Polo Grounds                  | 2–1    |
| 4                 | Oakland Raiders         | V 31–14   | Bears Stadium                 | 3–1    |
| 6                 | Los Angeles Chargers    | S 19–23   | Bears Stadium                 | 3–2    |
| 7                 | Boston Patriots         | V 31–24   | Bears Stadium                 | 4–2    |
| 8                 | Dallas Texans           | S 14–17   | Bears Stadium                 | 4–3    |
| 9                 | Houston Oilers          | S 25–45   | Bears Stadium                 | 4–4    |
| 10                | at Dallas Texans        | S 7–34    | Cotton Bowl                   | 4–5    |
| 11                | at Houston Oilers       | S 10–20   | Jeppesen Stadium              | 4–6    |
| 12                | Buffalo Bills           | P 38–38   | Bears Stadium                 | 4–6–1  |
| 13                | New York Titans         | S 27–30   | Bears Stadium                 | 4–7–1  |
| 14                | at Los Angeles Chargers | S 33–41   | Los Angeles Memorial Coliseum | 4–8–1  |
| 15                | at Oakland Raiders      | S 10–48   | Candlestick Park              | 4–9–1  |

## Classifiche
| AFL Western Division | AFL Western Division | AFL Western Division | AFL Western Division | AFL Western Division | AFL Western Division | AFL Western Division | AFL Western Division | AFL Western Division | AFL Western Division |
|                      | V                    | S                    | P                    | %                    | DIV                  | PF                   | PS                   | Str.                 |                      |
| -------------------- | -------------------- | -------------------- | -------------------- | -------------------- | -------------------- | -------------------- | -------------------- | -------------------- | -------------------- |
| Los Angeles Chargers | 10                   | 4                    | 0                    | .714                 | 5–1                  | 373                  | 336                  | V4                   |                      |
| Dallas Texans        | 8                    | 6                    | 0                    | .571                 | 4–2                  | 362                  | 253                  | V3                   |                      |
| Oakland Raiders      | 6                    | 8                    | 0                    | .429                 | 2–4                  | 319                  | 388                  | V1                   |                      |
| Denver Broncos       | 4                    | 9                    | 1                    | .308                 | 1–5                  | 309                  | 393                  | S3                   |                      |

Nota: I pareggi non venivano conteggiati ai fini della classifica fino al 1972.